# Kellahalli, Mysore
Kellahalli là một làng thuộc tehsil Mysore, huyện Mysore, bang Karnataka, Ấn Độ.